# Kingsburgh
Kingsburgh este un oraș din provincia Kwazulu-Natal, Africa de Sud.